# K4 League 2020
Die K4 League 2020 war die erste Spielzeit der vierthöchsten südkoreanischen Fußballliga seit der Einführung im Jahr 2020 gewesen. Sechs der teilnehmenden Vereine hatten im Vorjahr in der K3 League Basic und fünf in der K3 League Advance gespielt, hinzu kommen zwei neue Vereine.

## Veränderung zur Vorsaison
- Der FC Namdong und Jinju Citizen FC treten als neugegründete Franchises in der Liga an.

## Teilnehmer und ihre Spielstätten
| Verein                | Stadt             | Trainer         | Heimstadion                   | In der Liga seit | Vorjahresplatzierung |
| K4 League 2020        | K4 League 2020    | K4 League 2020  | K4 League 2020                | K4 League 2020   | K4 League 2020       |
| --------------------- | ----------------- | --------------- | ----------------------------- | ---------------- | -------------------- |
| Seoul Jungnang FC     | Seoul-Jungnang-gu | Seong Han-su    | Jungnang-Sportplatz           | 2020             | Neu beigetreten      |
| Seoul Nowon United FC | Seoul-Nowon-gu    | Jo Dong-hyeon   | Madeul-Stadion                | 2020             | Neu beigetreten      |
| Ulsan Citizen FC      | Ulsan             | Yun Kyun-sang   | Ulsan-Stadion                 | 2020             | Neu beigetreten      |
| Yeoju Citizen FC      | Yeoju             | Won Kyeong-heui | Yeoju-Stadion                 | 2020             | Neu beigetreten      |
| Siheung Citizen FC    | Siheung           | Jeong Seon-uh   | Siheung-Stadion               | 2020             | Neu beigetreten      |
| Yangpyeong FC         | Yangpyeong        | Kim Kyeong-beom | Yangpyeong-Stadion            | 2020             | Neu beigetreten      |
| Chungju Citizen FC    | Chungju           | Kong Mun-bae    | Chungju-Sportstadion          | 2020             | Neu beigetreten      |
| Icheon Citizen FC     | Icheon            | Lee Yeong-ki    | Icheon-Stadion                | 2020             | Neu beigetreten      |
| Paju Citizen FC       | Paju              | Jo Deok-jeung   | Paju-Stadion                  | 2020             | Neu beigetreten      |
| FC Pocheon            | Pocheon           | Kim Jae-hyeong  | Pocheon-Stadion               | 2020             | Neu beigetreten      |
| Goyang Citizen FC     | Goyang            | Kim Jin-ok      | Eoulimnuri-Byeolmuri-Stadion  | 2020             | Neu beigetreten      |
| FC Namdong            | Incheon           | Kim Jeong-jae   | Namdong-Industriepark-Stadion | 2020             | Neugegründet         |
| Jinju Citizen FC      | Jinju             | Choi Cheong-il  | Jinju-Stadion                 | 2020             | Neugegründet         |

## Reguläre Saison
| Pl. | Verein                | Sp. | S  | U | N  | Tore    | Diff. | Punkte |
| --- | --------------------- | --- | -- | - | -- | ------- | ----- | ------ |
| 1.  | Paju Citizen FC       | 24  | 16 | 5 | 3  | 042:270 | +15   | 53     |
| 2.  | Ulsan Citizen FC      | 24  | 16 | 3 | 5  | 050:290 | +21   | 51     |
| 3.  | Jinju Citizen FC (N)  | 24  | 15 | 5 | 4  | 046:250 | +21   | 50     |
| 4.  | FC Pocheon            | 24  | 15 | 4 | 5  | 058:260 | +32   | 49     |
| 5.  | FC Namdong (N)        | 24  | 13 | 2 | 9  | 046:270 | +19   | 41     |
| 6.  | Yeoju Citizen FC      | 24  | 12 | 3 | 9  | 037:360 | +1    | 39     |
| 7.  | Yangpyeong FC         | 24  | 11 | 3 | 10 | 028:280 | ±0    | 36     |
| 8.  | Siheung Citizen FC    | 24  | 8  | 5 | 11 | 035:310 | +4    | 29     |
| 9.  | Icheon Citizen FC     | 24  | 7  | 6 | 11 | 029:400 | −11   | 27     |
| 10. | Chungju Citizen FC    | 24  | 5  | 4 | 15 | 024:450 | −21   | 19     |
| 11. | Goyang Citizen FC     | 24  | 5  | 4 | 15 | 033:650 | −32   | 19     |
| 12. | Seoul Nowon United FC | 24  | 4  | 5 | 15 | 032:460 | −14   | 17     |
| 13. | Seoul Jungnang FC     | 24  | 2  | 5 | 17 | 022:570 | −35   | 11     |

| Zum 24. Spieltag: |                       |
| Aufstieg in die K3 League 2021 Qualifikation zu den Play-off-Spielen um die K3 League 2021 Icheon Citizen FC wurde Ende November 2020 aufgelöst |                       |
| |                       |
| (N) | Neugegründete Vereine |

### Play-off-Spiel
| Paarung  | Jinju Citizen FC – FC Pocheon |
| Ergebnis | 3:0                           |
| Datum    | 29. November 2020             |
| Stadion  | Jinju-Stadion, Jinju          |
| Tore     | 3:0-Beschluss                 |

### Relegation
| Paarung  | Gyeongju Citizen FC – Jinju Citizen FC |
| Ergebnis | 2:2                                    |
| Datum    | 6. Dezember 2020                       |
| Stadion  | Gyeongju-Stadion, Gyeongju             |
| Tore     | keine                                  |

Anmerkung: Gyeongju Citizen FC gewann die Relegation aufgrund des Heimrechtes.

## Statistik

### Torschützenliste
Bei gleicher Anzahl von Treffern sind die Spieler alphabetisch geordnet.
| Platz | Spieler          | Mannschaft        | Tore |
| ----- | ---------------- | ----------------- | ---- |
| 01    | Yu Dong-kyu      | FC Namdong        | 15   |
| 02    | Kwak Rae-seung   | Paju Citizen FC   | 13   |
| 03    | Kim Dong-uk      | Seoul Jungnang FC | 12   |
| 0     | Patrik           | Yeoju Citizen FC  | 12   |
| 05    | Jeong Seung-yong | FC Pocheon        | 10   |

## Spielbetrieb während der COVID-19-Pandemie
Die Spielzeit sollte eigentlich Anfang März beginnen. Da sich das COVID-19-Virus ab dem 19. Februar in Südkorea rasant ausbreitete, entschied der Verband am 24. Februar, den Ligastart und die ersten drei Spieltage ausfallen zu lassen. Kurz darauf wurde der Ligastart auf unbestimmte Zeit hinausgeschoben. Der Verband rüstete zudem den Paju NFC in eine COVID-19-Station für erkrankte Spieler um.
Am 24. April gab der Verband bekannt, dass der Ligastart am 8. Mai erfolgen soll. Die kommenden Spieltage werden allesamt als Geisterspiele durchgeführt.